# 대원학원
학교법인 대원학원은 대원외국어고등학교, 대원고등학교, 대원여자고등학교, 대원국제중학교가 소속된 학교법인이다. 설립자는 이원희 이사장이다.

## 건학이념
- 知(지): 세계를 가슴에 품는 지성인이 된다.
- 仁(인): 사랑과 겸손이 넘치는 인격인이 된다.
- 勇(용): 바르고 참되게 실천하는 행동인이 된다

## 연혁
- 1977.05.20 : 학교법인 대원학원 설립 인가
- 1977.06.08 : 설립자 이원희 박사 대원학원 이사장에 취임
- 1977.10.29 : 중동전기공업고등학교를 대원고등학교로 교명 변경 인가
- 1978.03.07 : 개교 및 용마관 준공식 거행
- 1981.02.10 : 대원고등학교 제1회 졸업
- 1983.03.02 : 대원여자고등학교

- 1984.03.02 : 대원외국어학교 개교 및 제1회 입학식
- 1992.02.11 : 대원외국어학교를 대원외국어고등학교로 개편 인가
- 2008.10.31 : 대원중학교를 대원국제중학교로 개편 인가